# Bolgár Népköztársaság
A Bolgár Népköztársaság (bolgárul: Народна република България (НРБ), Narodna Republika Bulgarija (NRB))  Bulgária államneve volt 1946 és 1990 között. Nyugatról Jugoszlávia, északról Románia, délről Görögország és Törökország, keletről pedig a Fekete-tenger határolta. Fővárosa és legnépesebb városa Szófia volt. A hidegháború éveiben a keleti blokk államai közé tartozott, tagja volt a Varsói Szerződésnek és a KGST-nek. A kormányt és a politikai szervezeteket egyetlen párt, a Bolgár Kommunista Párt irányította. A korszak az 1954 és 1989 között az országot vezető Todor Zsivkov nevével összefonódott.

## Története

### Előzmények
1944-ben a szovjet Vörös Hadsereg megszállta Romániát, melynek hatására Bulgária kilépett a tengelyhatalmaktól és semlegesnek nyilvánította magát. A szovjetek szeptember 5-én hadat üzentek a Bolgár Királyságnak és három nappal később bevonultak az ország északkeleti részébe. A bolgár kormány békekötést javasolt, majd utasítást adott a bolgár haderőknek, hogy ne álljanak ellen az országba behatoló szovjet csapatoknak. Szeptember 9-én kommunista gerillák puccsot indítottak, amivel lényegében megdöntötték a monarchiát. Új kormány vette át a hatalmat "Hazafiai Front" néven, amit a Bolgár Kommunista Párt irányított. Ez még nem volt kommunista többségű kormány, de a kommunistáké volt a két legfontosabb tárca, a belügyi és az igazságügyi. 1944 novemberében a Szovjetunió engedélyt adott Bulgáriának, hogy részt vegyen a Németország elleni harcban. A bolgár hadsereg ennek értelmében Ausztriában, Jugoszláviában és Magyarországon harcolt szovjet irányítás alatt. 1945 első felében felelősségre vonják a háborús bűnösöket, a megtorlás pedig kegyetlenebb, mint bármely más európai országban: több mint 2600 embert végeznek ki és nagyjából 3 ezret ítélnek hosszabb idejű börtönre.

### Korai évek, Cserenkov-időszak

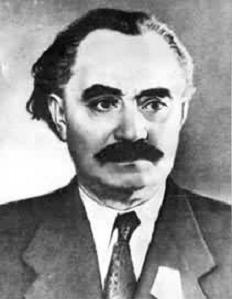
Georgi Dimitrov 1946 és 1949 között irányította a Bolgár Kommunista Pártot

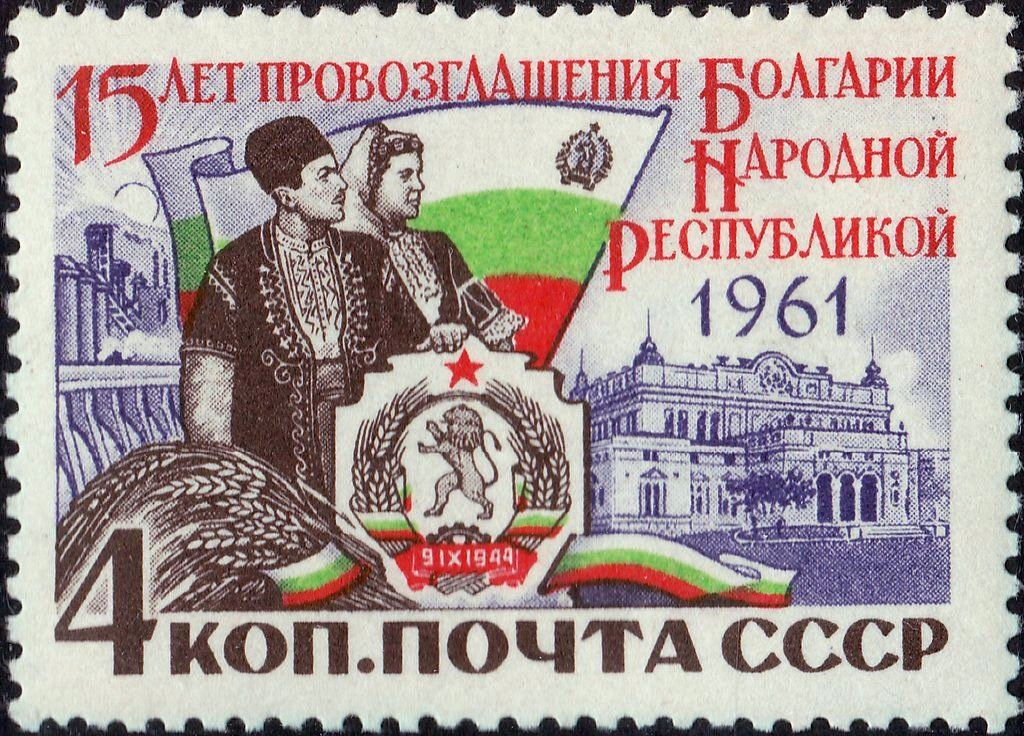
A Bolgár Népköztársaság 15. évfordulója alkalmából kiadott 1961-es szovjet bélyeg

1946 szeptemberében kikiáltották a népköztársaságot, az államfőt, II. Simeon cárt emigrációba kényszerítve. Vaszil Kolarov, a párt harmadik számú embere lett az ideiglenes elnök. Az 1946 októberében megtartott alkotmányozó nemzetgyűlési választásokon a Kommunista Párt nagy többséggel a szavazatok 54%-át szerezte meg, az új miniszterelnök Georgi Dimitrov lett. A következő évben a kommunisták megszilárdították a hatalmukat. Az agrárpártiak nem voltak hajlandóak együttműködni a hatóságokkal, ezért a vezetőjüket Nikola Petrovot 1947 júniusában letartóztatták, majd szeptemberben kivégezték. 1947 decemberében az alkotmányozó nemzetgyűlés ratifikálta a köztársaság új alkotmányát, amelyet Dimitrov-alkotmánynak neveznek. Az alkotmány szovjet jogászok segítségével készült, az 1936-os szovjet alkotmány mintájára. 1948-ra a megmaradt ellenzéki pártokat vagy beolvasztották, vagy feloszlatták; a szociáldemokraták egyesültek a kommunistákkal, míg az Agrárszövetség a kommunisták hűséges partnerévé vált. A parlamentariztmust felszámolták, helyette évente néhány napot ülésező, az érdemi vitát mellőző és minden döntést megszavazó intézmény jött létre. 1947-ben Bulgária aláírja a párizsi békeszerződést, melynek értelmében Dél-Dobrudzsa kivételével az ország elveszíti valamennyi háborús területszerzeményét, de ez volt az egyetlen eset, hogy egy ország német segítséggel szerzett területgyarapodást megtarthatott. Bulgáriát ezen felül még jóvátétel fizetésére is kötelezték.
Georgi Dimitrov 1949-ben meghalt. A Bolgár Kommunista Pártot Vulko Cserenkov vezette, a miniszterelnöki pozíciót pedig Vaszil Kolarov töltötte be. Egy évvel később Kolarov meghalt és Cserenkov lett a miniszterelnök, aki sztálini mintára elindította a gyors iparosítást és elkezdődött a mezőgazdaság kollektivizálása is. Sztálin 1953-as halála a bolgár vezetésre is hatással volt, Cserekov a miniszterelnöki pozíciót megtartva 1954-ben kénytelen volt lemondani a párt vezetéséről és átadni a posztot Todor Zsivkovnak. A kormány emellett nagyszámú politikai foglyot is szabadon engedett, és az iparosodás felgyorsítása helyett az életszínvonal javítására összpontosított. Cservenkov 1956 áprilisáig maradt a miniszterelnöki poszton, amikor végül elbocsátották, és Anton Jugov váltotta fel. A desztalinizáció hivatalos megkezdésével 1956-ban a cenzúra némileg enyhült, és megkezdődött a kosztovita perek áldozatainak, köztük magának Kosztovnak is a rehabilitása.

### Todor Zsivkov időszaka

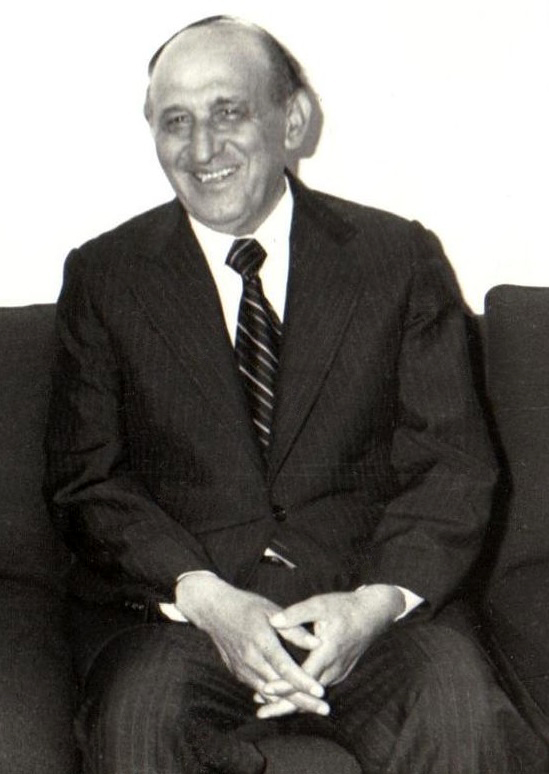
Todor Zsivkov

1962-től Todor Zsivkov vált a hatalom megkérdőjelezhetetlen urává, mikor saját kezében egyesítette a pártvezetői és a kormányfői hatalmat. Todor Zsivkov az új alkotmány miatt súlytalanná vált kormányfői poszttól 1971-ben vált meg, ekkor az újonnan létrehozott Államtanács elnökévé választatta magát.  
Bulgária 1975-ben írta alá a Helsinki Megállapodást, amely garantálta az emberi jogokat és az alapvető szabadságjogokat, beleértve a mozgás, a kapcsolattartás, az információ, a kultúra és az oktatás szabadságát, a munkához, valamint az oktatáshoz és az egészségügyi ellátáshoz való jogot. Az 1980-as években a bolgár törökökre vonatkozó későbbi események azonban közvetlenül megsértették ezeket a kötelezettségvállalásokat. Számukra kötelezővé tették a bolgár nevek felvételét.
Az 1980-as évek végén a kommunisták, akárcsak vezetőjük, túlságosan meggyengültek és nem voltak képesek arra, hogy a változtatási igényeket megakadályozzák. A liberálisok felháborodása az 1989. októberi szófiai környezetvédelmi tüntetés feloszlatása után a politikai reformok általános kampányává bővült. A kommunista vezetés mérsékeltebb tagjai 1989. november 10-én Zsivkov leváltásával és Petar Mladenov külügyminiszter kinevezésével reagáltak.
Ez a lépés rövid haladékot kapott a kommunista párt számára, és megakadályozta a forradalmi változást. Mladenov ígéretet tett a rezsim megnyitására, és kijelentette, hogy támogatja a többpárti választásokat. Az országszerte zajló tüntetések hatására Mladenov bejelentette, hogy a Kommunista Párt átadja monopóliumát a politikai rendszer felett. 1990. január 15-én az Országgyűlés formálisan módosította a törvénykönyvet, hogy eltörölje a kommunista párt „vezető szerepét”. 1990 júniusában tartották az első többpárti választást 1939 óta. Végül 1990. november 15-én a hetedik Nagy Nemzetgyűlés megszavazta az ország nevének megváltoztatását Bolgár Köztársaságra, és eltávolította a kommunista állam emblémáját a nemzeti zászlóról.

## Politika

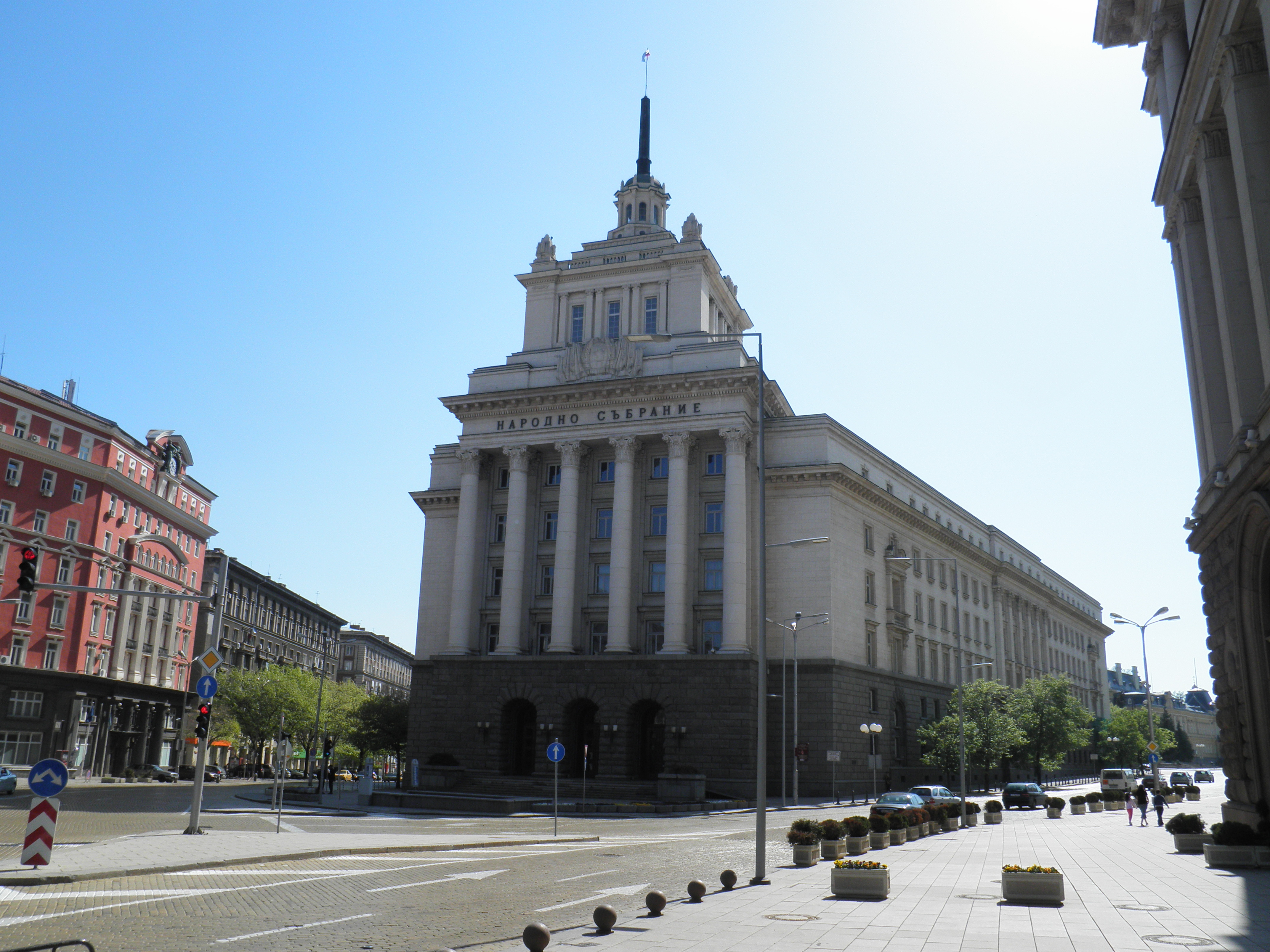
A Bolgár Kommunista Párt egykori székháza Szófiában

Az alkotmányt két alkalommal változtatták meg, a Zsivkov-alkotmány maradt fenn a legtovább. Az 1. cikk szerint "A Bolgár Népköztársaság szocialista állam, élén a falu és a város dolgozó népe áll. A társadalom és a politika vezető ereje a Bolgár Kommunista Párt." A BKP kiterjedt nómenklatúrát hozott létre minden szervezeti szinten.
A BNK egypárti népköztársaságként működött, ahol a népi bizottságok képviselték a helyi kormányzást. Feladatuk az volt, hogy a saját területükön a párt döntéseit gyakorolják, és a döntéshozatal során egyébként a közvéleményhez ragaszkodjanak. Az 1980-as évek végén a BKP taglétszámának csúcsát 1 000 000 főre becsülték, ami a lakosság több mint 10%-a volt.

### Hadereje
1946 a Bolgár Néphadsereg gyorsan átvette a szovjet katonai doktrínát és szervezetet. Az ország nagy mennyiségű szovjet fegyvert kapott, és végül létrehozta a hazai katonai járműgyártási kapacitást. 1988-ra a Bolgár Néphadsereg (Българска народна армия) 152 000 főt számlált, négy különböző ágban – a szárazföldi erőkben, a haditengerészetben, a légi és légvédelmi erőkben, valamint a rakétaerőben – szolgált.
A BNH 3000 harckocsit, 2000 páncélozott járművet, 2500 nagy kaliberű tüzérségi rendszert, több mint 500 harci repülőgépet, 33 harci hajót, valamint 67 Scud rakétavetőt, 24 SS-23 hordozórakétát és tucatnyi FROG-7 rakétavetőt üzemeltetett.

## Gazdaság
A Bolgár Népköztársaság gazdasága központilag irányított tervutasításos gazdaság volt, csakúgy mint a többi KGST tagországban. Az 1940-es évek közepétől kezdődő kollektivizálás idején Bulgária elsősorban agrárországnak számított, a népesség mintegy 80%-a falusi környezetben élt. Valamennyi ágazat termelő létesítményeit gyorsan államosították. Cservenkov végül véget vetett minden magángazdasági tevékenységnek, miután a bankok, a vállalkozások, a mezőgazdaság és az ipar is állami kézbe került.

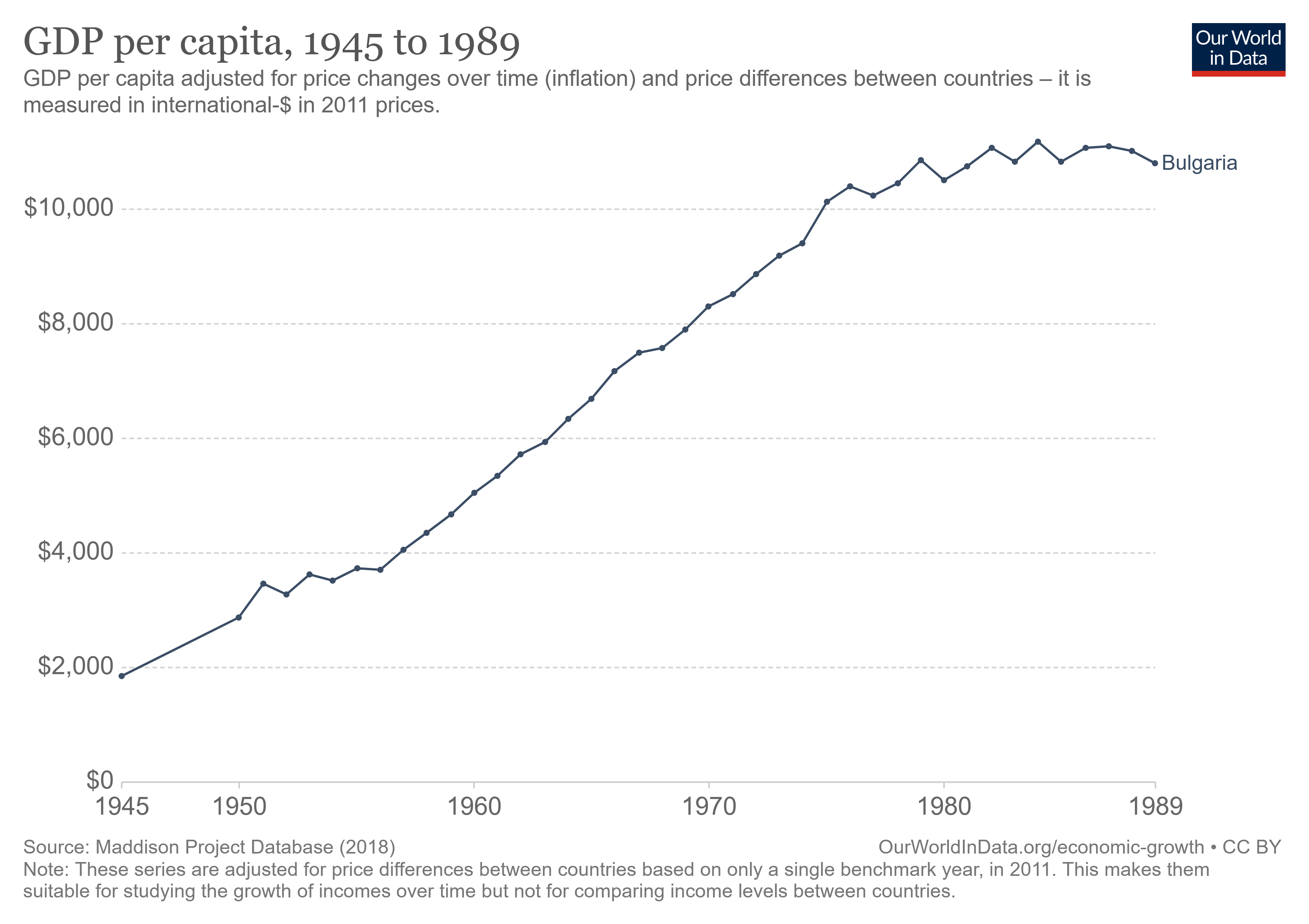
GDP/fő 1945 és 1989 között

A bolgár mezőgazdasági termelékenység a kollektivizálás után gyorsan nőtt. A nagyarányú gépesítés a munkatermelékenység óriási növekedését eredményezte. Az állami támogatások fedezték a mesterségesen alacsony fogyasztói árakból eredő nagy veszteségeket. Cservenkov sztálinista politikája az energiaszektor masszív iparosításához és fejlődéséhez vezetett, amely Bulgária egyik legfejlettebb gazdasági ágazata maradt. Uralma 1950-től 1956-ig tartott, és több tucat gát és vízi erőmű építésére, vegyipari munkákra, valamint arany- és rézbányák nyitására adott utasítást. Eltörölték a háborús kuponrendszert, az egészségügyet és az oktatást a kormány biztosította. Mindez szigorú kormányzati ellenőrzéssel és szervezéssel valósult meg. A munkaerő fogolybrigádoktól és a Bolgár Brigádőr Mozgalomtól származott – egy ifjúsági munkásmozgalomtól, ahol a fiatalok építkezéseken dolgoztak.
Bulgária számítógépgyártással foglalkozott, ami a „keleti blokk Szilícium-völgye” becenevet kapta. Bolgár mérnökök fejlesztették ki az első bolgár számítógépet, a Vitosát, valamint a Pravetz számítógépeket. Bulgária jelenleg az egyetlen balkáni ország, amely szuperszámítógépet, IBM Blue Gene/P-t üzemeltet.
Az 1960-as években Zsivkov olyan reformokat vezetett be, amelyek pozitív hatással voltak az ország gazdaságára. Az 1970-es és 1980-as években a könnyűiparra, a mezőgazdaságra, a turizmusra, valamint az információs technológiára helyezte a hangsúlyt. A fölösleges mezőgazdasági termelést szabadon értékesíthették, az árakat még jobban csökkentették, a könnyűipari termeléshez új berendezéseket importáltak. Bulgária lett az első kommunista ország, amely 1965-ben licencet vásárolt a Coca-Colától.
A viszonylagos stabilitás ellenére a gazdaságnak ugyanazok a hátrányai voltak, mint a többi kelet-európai országnak – szinte teljes egészében a Szovjetunióval kereskedett (több mint 60%), és a tervezők nem tudták figyelembe venni, hogy a megtermelt áruknak van-e piaca. Ez egyes termékeknél többletet, míg más áruk esetében hiányt eredményezett.

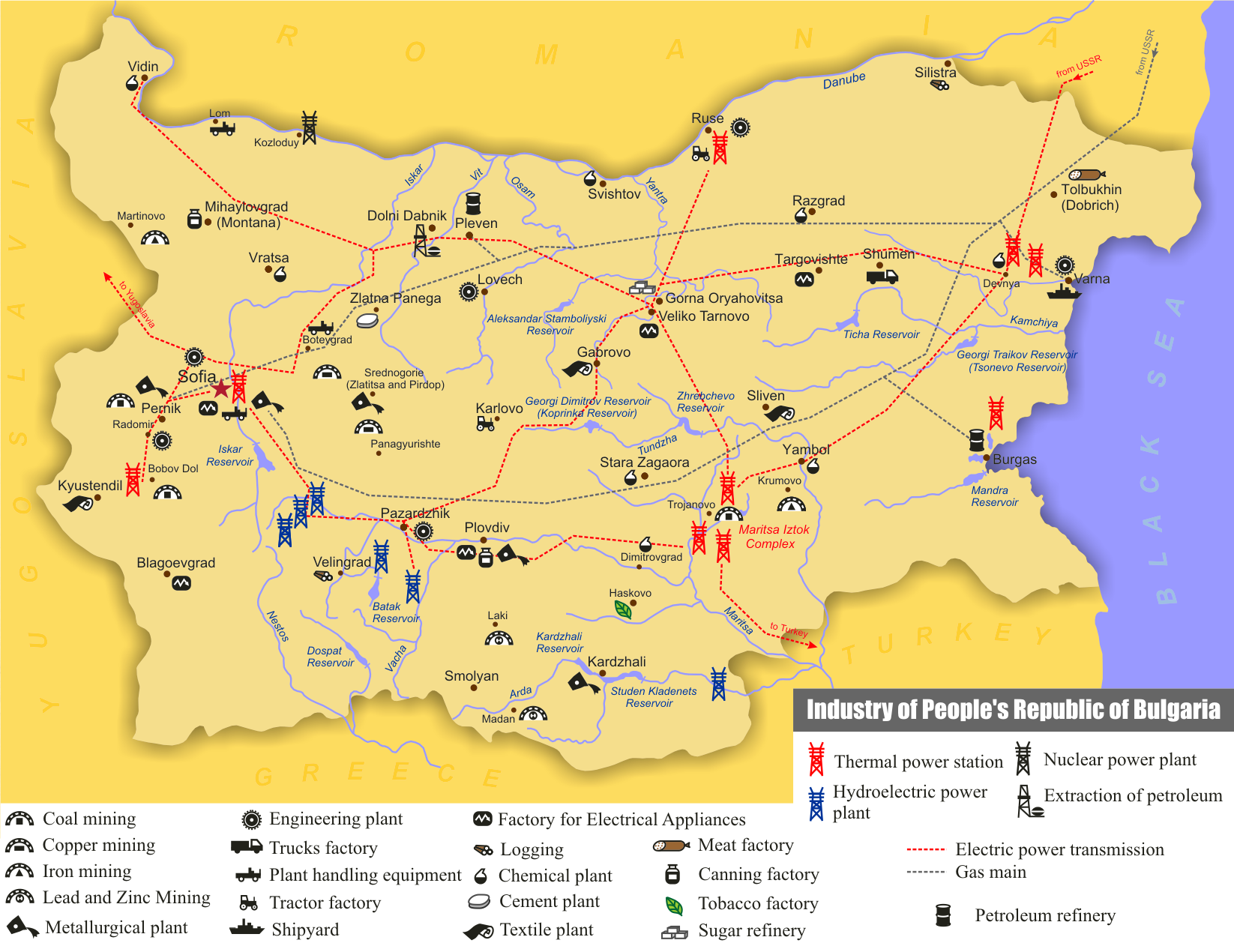
Az ipar jelenléte a Bolgár Népköztársaságban

A másik fő kereskedelmi partner az NDK és Csehszlovákia volt, míg olyan országok, mint például Mongólia és különböző afrikai országok is jelentős bolgár áruimportőrök voltak. Az ország jó kereskedelmi kapcsolatokat ápolt számos nem kommunista országgal, különösen Nyugat-Németországgal és Olaszországgal. A sok áru alacsony minősége elleni küzdelem érdekében 1970-ben átfogó állami szabványrendszert vezettek be, amely szigorú minőségi követelményeket tartalmazott mindenféle termékre, gépre és épületre vonatkozóan.
A BNK egy főre jutó átlagos GDP-vel rendelkezett a keleti blokk országai között. Az átlagos vásárlóerő az egyik legalacsonyabb volt a keleti blokkban, elsősorban a többi szocialista országhoz képest a nagyobb árukínálat miatt. A külföldön foglalkoztatott munkavállalók gyakran magasabb fizetést kaptak, így szélesebb árukínálatot engedhettek meg maguknak. Hivatalos adatok szerint 1988-ban 100 háztartásból 100-ban volt televízió , 100-ból 95-ben rádió , 100-ból 96-ban hűtőszekrény és 100-ból 40-ben autó.
A mezőgazdaság fejlődésével és a termelékenység növekedésével párhuzamosan az egy főre jutó GDP 1989-ben 1864 dollárról 10800 dollárra nőtt, és 1984-ben érte el a csúcsot, amikor az egy főre jutó GDP körülbelül 11100 dollár volt.
Az 1950-es évek közepétől a hetvenes évek végéig folyamatos volt a növekedés, egészen az 1970-es évek energiaválságáig. A válság néhány strukturális problémával együtt csökkentette a növekedést az 1980-as években. 

## Kultúra
A Bolgár Népköztársaságban a kultúrát a kormány szigorúan szabályozta, de volt néhány enyhébb időszak, amikor a nyugati zenét és irodalmat is engedélyezték. Az 1950-es évek első felében a bolgár szellemi élet hanyatlásnak indult és próbálták a szovjet irodalmat és kultúrát a behozni a helyére, de az 1956-os magyar forradalom véget vetett ezeknek a próbálkozásoknak. 1957-ben és 1958-ban a Bolgár Írószövetség vezetését megtisztították és elbocsátották tisztségükből az általuk liberális beállítottságúnak vélt újságírókat és szerkesztőket. 
1968 júliusában Szófiában került sor a 9. világifjúsági és diáktalálkozót, melyen 138 országból 20000 ember vett részt. Az 1944. szeptember 9-i felkelés az ország legfontosabb nemzeti ünnepének számított, amit az októberi szocialista forradalom ünnepségének mintájára minden évben megünnepeltek. 1981-ben a bolgár állam születésének 1300. évfordulója alkalmából nagyszabású ünnepségsorozatot rendeztek szerte az országban. Az évfordulóhoz mintegy 23000 esemény társult, köztük katonai parádék és egy emlékmű átadása Sumenben.

## Sportélete
A bolgár sportolók 1948 és 1988 között rendezett olimpiai játékokon összesen 152 érmet szereztek, mely a következőképpen oszlott el: 37 arany, 62 ezüst és 53 bronz. 151 érmet a nyári olimpiai játékokon szereztek, míg 1 alkalommal a téli játékokon is érmes helyen végeztek a sífutó Ivan Lebanov személyében, aki az 1980-as Lake Placid-i téli olimpián állhatott fel a dobogó harmadik fokára. Az 1952. évi nyári olimpiai játékokon, ökölvívásban szerzett bronzérmével Borisz Nikolov lett az első bolgár sportoló, aki érmet szerzett az olimpiai játékokon. Akárcsak a keleti blokkhoz tartozó országok többsége, úgy Bulgária sem vett részt politikai okokból az 1984-es Los Angeles-i olimpián. 
A bolgár labdarúgó-válogatott 1962 és 1974 között kijutott valamennyi világbajnokságra. A korszak legismertebb bolgár labdarúgója Georgi Aszparuhov volt, aki 1971-ben fiatalon veszítette életét autóbalesetben.
A bolgár férfi röplabda-válogatott ezüstérmes lett az 1980-as moszkvai olimpián és három alkalommal bronzérmet, egy alkalommal pedig ezüstérmet szerzett a világ- és Európa-bajnokságokon. A női válogatott 1981-ben hazai pályán aranyérmet nyert az Európa-bajnokságon, az olimpián elért legjobb eredménye egy bronzérem 1980-ból. A bolgár férfi kosárlabda-válogatott 1957-ben ezüst, 1961-ben bronzérmes lett az Európa-bajnokságon. A bolgár női kosárlabda-válogatott eredményesebbnek bizonyult, miután 1958-ban megnyerték a női Európa-bajnokot. A világbajnokságokon 1959-ben ezüst, 1964-ben bronz, míg az olimpiai játékokon 1976-ban bronz, 1980-ban pedig ezüstérmesek lettek.    

## Állami szimbólumok

### Zászlók
| (1946–1948) | (1948–1967) | (1967–1971) | (1971–1990) |

### Címerek
| (1946–1947) | (1947–1948) | (1948–1967) | (1967–1971) | (1971–1990) |

## Külső hivatkozások
- Bulgária felszabadul a török uralom alól. mult-kor.hu, 2004. szeptember 13.
- A bolgár kommunizmus hosszú alkonya. mult-kor.hu, 2009. november 10.
- The early communist era (angol nyelven). Britannica
- The Lost World of Bulgarian Communism (angol nyelven). Jacobin, 2021. december 13.